# Британська національна партія
Британська національна партія (BNP) — британська праворадикальна політична партія. Партія заснована Джоном Тіндаллом, після його відходу в 1982 р. від Британського національного фронту (БНФ). В наш час[коли?] партію очолює Нік Гріффін (в минулому також член БНФ). 
БНП не має своїх представників у британському парламенті. У 2005 р. в ході парламентських виборів БНП отримала 0,7% голосів виборців, восьмої за величиною частки. У 2008 р. БНП посіла п'яте місце на виборах мера Лондона, набравши 5,2% голосів виборців. Кандидат на пост мера Річард Бернбрук був обраний одним з 25 членів в Лондонській міській асамблеї. БНП має представників і в окружних радах столиці, а також у радах графств. Крім того, на виборах до Європарламенту 4 червня 2009 року БНП завоювала два місця в Європарламент (одне з місць отримав лідер партії Нік Гріффін).